# Metropolitan Railway
Metropolitan Railway (MetR) va ser una companyia que va construir el primer metro o ferrocarril metropolità soterrat a Londres i al món. Juntament amb Metropolitan District Railway van crear l'Inner Circle, ara conegut com a Circle Line, i ambdós van començar a crear el que avui coneixem com a metro de Londres.

## Història

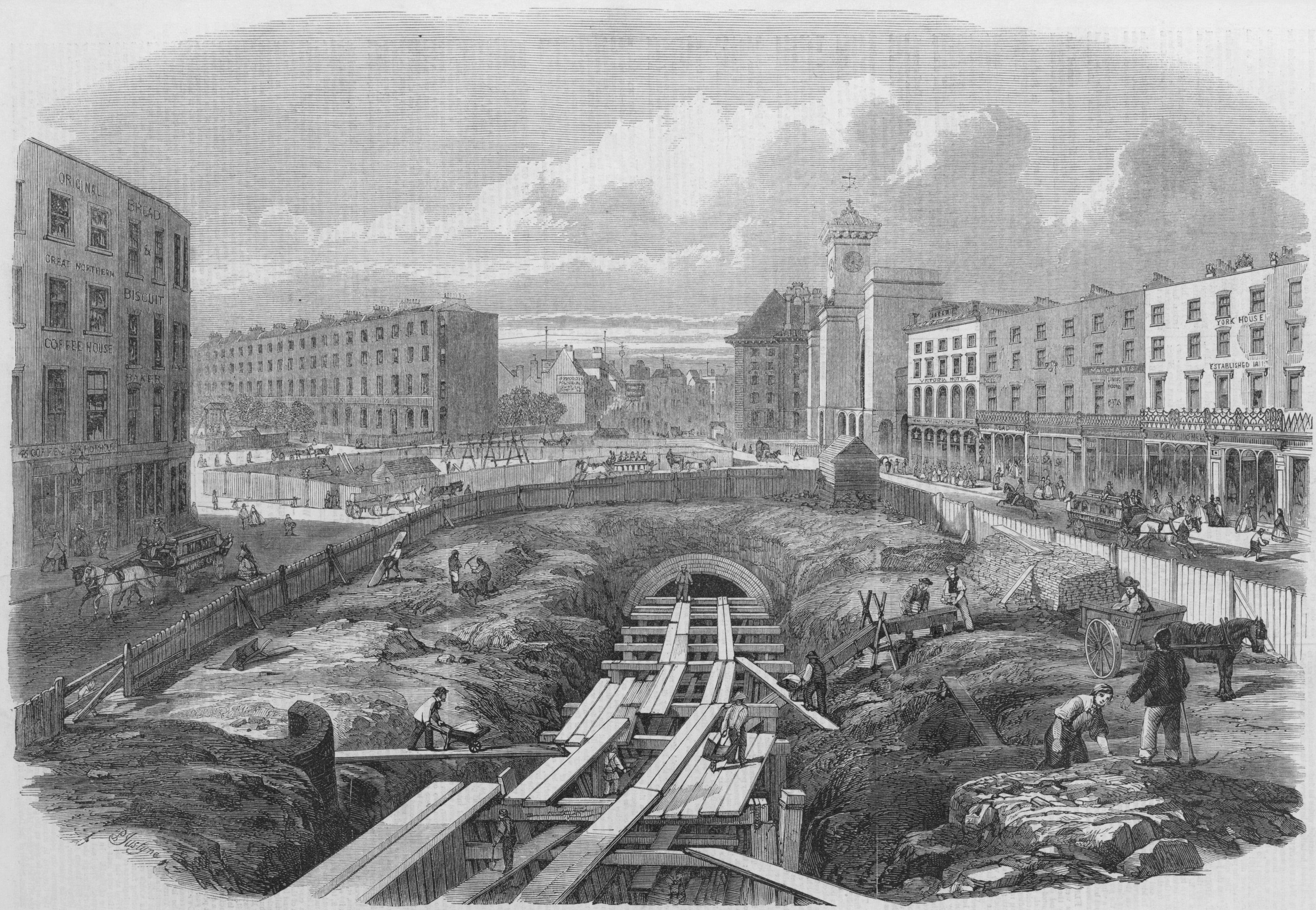
Construcció de Metropolitan Railway el 1861

Els primers ferrocarrils que es va construir al Regne Unit va ser a principis del segle xix. Cap al 1850 hi havia 7 estacions terminals separades a la zona de londres: London Bridge, Euston, Paddington, King's Cross, Shoreditch, Waterloo i Fenchurch Street. Només Fenchurch Street estava a Ciutat de Londres i Londres va tenir un creixement del tràfic rodat en aquest període. Això fei que molta gent que arribava en tren a Londres hagués de completar el seu recorregut amb taxi o omnibus pel centre.
El concepte d'un ferrocarril subterrani que unís Ciutat de Londres amb les principals terminals de ferrocarril s'havia proposat durant la dècada de 1830. Però no va ser fins a la dècada de 1850 que aquesta idea es va agafar seriosament. Charles Pearson, un advocat de Ciutat de Londres, va ser un dels principals promotors d'aquests. Va constribuir a crear l'empresa City Terminus Company el 1852 per construir un ferrocarril, però ni el Parlament ni la corporació de Ciutat de Londres van finançar el projecte. Bayswater, Paddington and Holborn Bridge Railway Company va tenir més èxit. El gener de 1853 va tenir lloc la primera reunió de directors i es va nomenar John Fowler el seu enginyer. El 1853 el Parlament va aprovar el seu projecte de "North Metropolitan Railway". Aviat va adquirir City Terminus Company i va arribar a un acord amb Great Western Railway, en el que GWR ajudava a finançar el sistema a canvi de crear un enllaç amb la seva terminal a Pddington. Una llei de 1854 del Parlament aprovava la construcció d'un ferrocarril soterrat entre Paddington i Farringdon Street via King's Cross, i van rebatejar la línia com "Metropolitan Railway". Finalment les obres van començar al febrer de 1860, moment en què Pearson va convèncer la Corporació de Ciutat de Londres per donar diners al projecte.
Fowler va utilitzar el mètode de fals túnel ("cut-and-cover"), que va provocar interrupcions al trànsit al nord de Londres perquè s'havien d'aixecar carrers per després fer els túnels, a més també es van haver d'enderrocar nombrosos edificis i finalment es va obrir al públic el 10 de gener de 1863. Els primers mesos de funcionament, va tenir una mitjana de 26.500 passatgers diaris. Lamentablement, Pearson no va viure per veure la realització del projecte. Va morir al setembre de 1862. Però el seu treball dur i la perseverança durant la seva vida va assegurar que el ferrocarril metropolità seria el començament del metro a Londres.
Inicialment la línia va treballar amb material rodant de GWR. L'agost de 1863 arran d'un desacord entre les dues empreses, MetR va fer funcionar ell mateix la línia i amb l'ajuda de Great Northern Railway es va aconseguir.
Amb el canvi de segle MetR ja tenia la seva pròpia flota.

### Obertures de la línia

#### Oest i centre de Londres

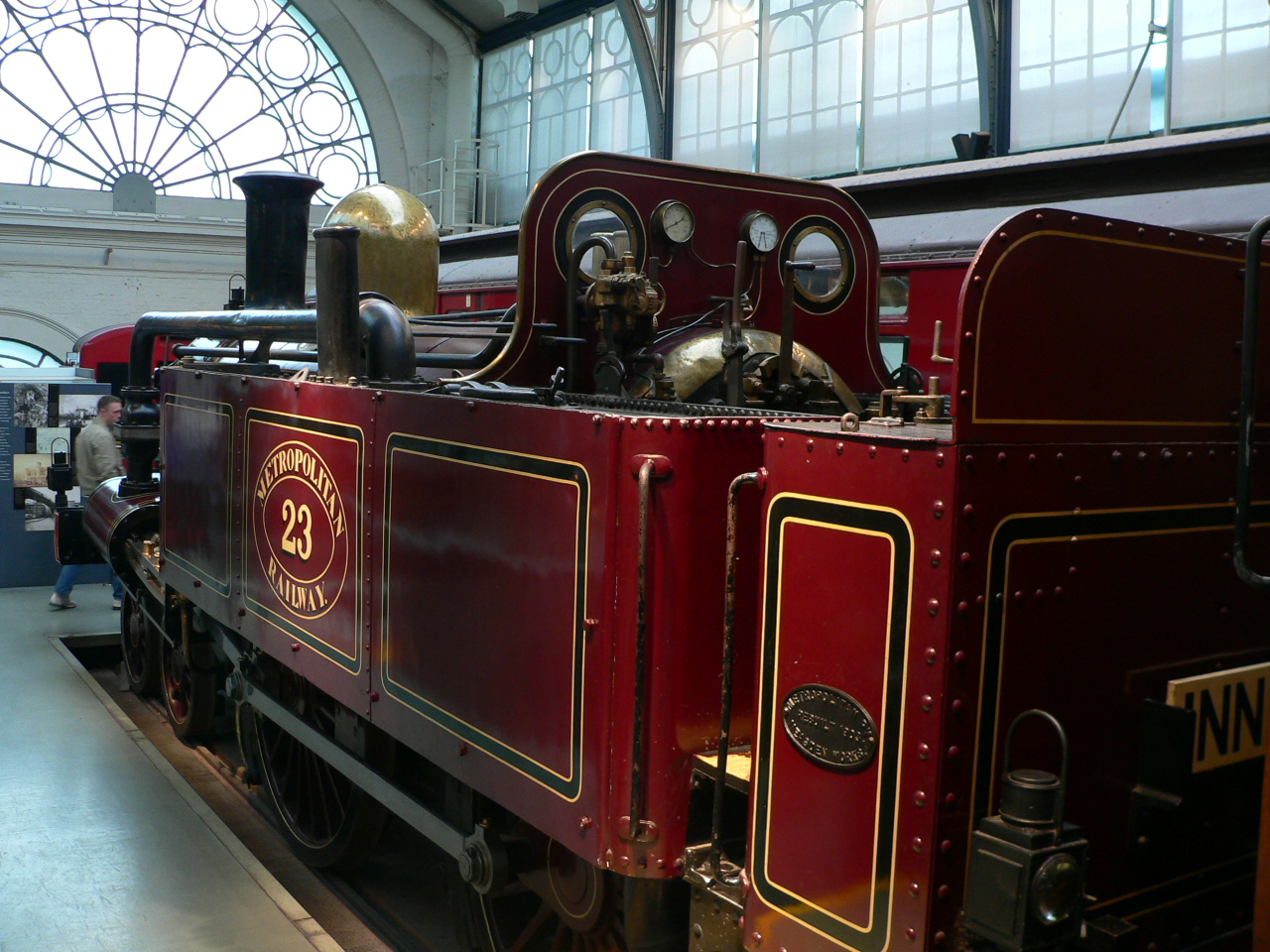
Locomotora número 23 una de les dos locomotores que es conserven del primer metro del món (al London's Transport Museum).

MetR va començar estenent-se per West London cap a Ciutat de Londres:
- Hammersmith and City Railway: aquesta primera ampliació també es va produir amb la cooperació de GWR, el tram entre Westbourne Park i Edgware Road, donant accés a MetR, era propietat de GWR. I es van obrir algunes estacions més tard de 1864:
  - 13 de juny de 1864: Notting Hill (ara Ladbroke Grove), Shepherd's Bush Market i Hammersmith.
- 1 de juliol de 1864 corba des de Latimer Road a Uxbridge Road a West London Railway.
  - 1 de febrer de 1866: Westbourne Park
  - 16 de desembre de 1868: Latimer Road

- Extensió de City: el 1864 District fou sancionada i MetR anava ampliant City Line des de Farringdon Street cap a:
  - 23 de desembre de 1865: Moorgate Street
  - 12 de juliol de 1875: Bishopsgate
  - 18 de novembre de 1876: Aldgate

- Tram de South Kensington:
  - 1 d'octubre de 1868: Praed Street Junction - Gloucester Road
  - 24 desesembre de 1868: South Kensington

- Ampliació a Richmond:
  - S'obre l'1 d'octubre de 1877 al llarg de les línies London and South Western Railway (L&SWR) via Hammersmith (Grove Road) cap a Ravenscourt Park.

#### "Metro-land"
Poc després de les ampliacions cap a l'oest i centre de Londres MetR va començar extensions cap al nord i nord-oest. A la dècada de 1920 el terme Metro-land va ser encunyat pel departament de màrqueting de MetR: publicitat manifestant els beneficis per a la salut de l'aire i el servei d'un tren sense comparació i rapidesa cap a i des de la Ciutat sense canviar de tren. Poc després de la Primera Guerra Mundial es van establir algunes finques a Neasden, Wembley Park, Pinner i Rickmansworth, i llocs com Harrow Garden Village. John Betjeman va ser un dels seguidors d'aquesta forma de suburbis i va fer un documental per a la televisió anomenat Metro-lan el 1973.
- Metropolitan and St John's Wood Railway: 
  - Abril de 1868: Swiss Cottage

- Ampliacions cap a Home Counties
  - 30 de juny de 1879: Finchley Road i West Hampstead
  - 24 de novembre de 1879: Kilburn i Willesden Green
  - 2 d'agost de 1880: Neasden i Harrow
  - 25 de maig de 1885: Pinner
  - 1 de setembre de 1887: Northwood, Moor Park i Rickmansworth
  - 8 de juliol de 1889: Chorleywood, Chalfont & Latimer i Chesham
  - 1 de setembre de 1892: Amersham i Aylesbury

- Ampliacions de ramals:
  - 4 de juliol de 1904: des de Harrow a Uxbridge
  - 4 de novembre de 1925: des de Moor Park a Croxley i Watford
  - 10 de desembre de 1932: des de Wembley Park a Kingsbury, Canons Park, i Stanmore